# Hippodrome (salles de spectacles parisiennes)

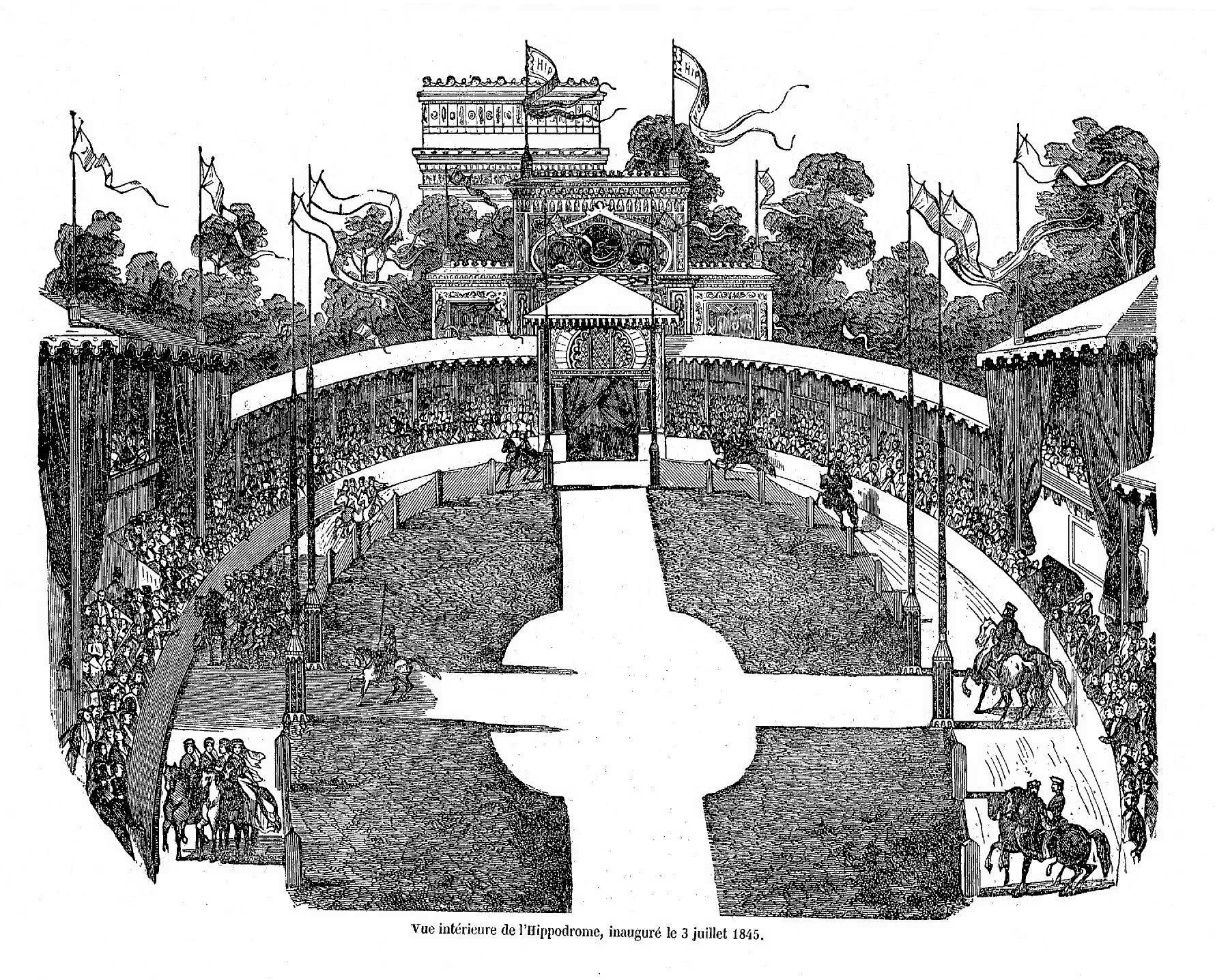
Vue intérieure de l'Hippodrome, on distingue le haut de l'Arc de Triomphe.

Pour les articles homonymes, voir Hippodrome (homonymie).
Ces établissements de spectacles à l’enseigne « Hippodrome » de la seconde moitié du XIXe siècle, notamment l’Hippodrome du Champ-de-Mars, ne doivent pas être confondus avec l’hippodrome du Champ de Mars qui est un champ de courses hippiques de l’île Maurice.
L'Hippodrome est un très vaste et célèbre établissement français de spectacles en plein air inauguré à Paris en 1845. Ensuite, cinq espaces prirent successivement ce nom dans la capitale jusqu'en 1911.
La saison de l'Hippodrome parisien débute en mai et s'achève en novembre. Il n'est pas ouvert toute l'année. Ainsi, par exemple, en 1852 son ouverture a lieu le mardi 4 mai, et la dernière représentation de la saison le dimanche 14 novembre.
De 1845 à 1855, l'Hippodrome est installé place de l'Étoile, juste au-delà de la barrière de l'Étoile et donc hors Paris, puis de 1856 à 1869 au rond-point de la plaine de Passy. Il est détruit par un incendie en 1869. Un « Hippodrome » provisoire est construit pour lui succéder en 1875, puis un définitif est inauguré à sa place en 1877. Après la disparition de ce dernier en 1892, ses responsables ouvrent l'Hippodrome du Champ-de-Mars en 1894. Situé avenue Rapp, il disparaîtra en 1899. Et lui succède en 1900 l'Hippodrome de Montmartre, sixième et dernier « Hippodrome » de Paris.
Le concept d' « hippodrome à spectacle » se développe à cette époque en province. Il existait, par exemple, un « Hippodrome Soullier » à Lyon, un « Hippodrome toulousain » à Toulouse et une salle de l’« Hippodrome lillois » à Lille.

## Histoire

### Les Hippodromes de Paris
L'Hippodrome ouvre, place de l'Étoile, le 3 juillet 1845. C'est un lieu de spectacles variés, comme l'Hippodrome Soullier, à Lyon, qui en 1850 organise sa 4e grande fête équestre avec « grandes courses à cheval debout et en chars de triomphe et Grande Ascension du Ballon monstre le Philadelphie. »
À Paris, contraint de déménager par le décret du 13 août 1854 réaménageant la place de l'Étoile, l'Hippodrome quitte son emplacement après la fin de la saison 1855. Et s'installe non loin de là. Il ouvre le mardi 10 juin 1856, au rond-point de la Plaine de Passy devenu ensuite place d'Eylau (et aujourd'hui place Victor Hugo). Son architecte est Gabriel Davioud, alors âgé de 32 ans. Son entrée se trouve avenue de la Dauphine (aujourd'hui avenue Bugeaud). Un incendie détruit le second Hippodrome dans la nuit du 29 au 30 septembre 1869. Pour le remplacer, on construit près du pont de l'Alma un Hippodrome provisoire, nommé « Hippodrome des Champs-Élysées », dont l'ouverture est annoncée pour le 11 septembre 1875. Puis un nouvel Hippodrome est inauguré, toujours près du pont de l'Alma. Son adresse est 3 avenue de l'Alma. Il a vocation de durer. Innovation, il est doté d'un toit ouvrant et mobile. Cet Hippodrome est inauguré le 9 juin 1877. Il est aussi appelé « Hippodrome au pont de l'Alma ».
Après 15 années d'existence, le bail du propriétaire du terrain n'étant pas renouvelé, l'Hippodrome est contraint de fermer en 1892. Ses responsables ouvrent en 1894, sur des terrains en friche de l'Exposition universelle de 1889, près du Champ de Mars, l'Hippodrome du Champ-de-Mars. Mais, en 1899, les préparatifs de l'Exposition universelle de 1900 imposent un nouveau déménagement. Le 13 mai 1900, un sixième et dernier Hippodrome ouvre ses portes. Son entrée est située 1 rue Caulaincourt. Il s'agit cette fois-ci d'une très grande salle de spectacles et plus d'un établissement en plein air ou à toit ouvrant. Converti en cinéma en 1911, il prend alors le nom de Gaumont-Palace. Entièrement rénové en 1931, il est détruit en 1973, peu après sa fermeture.

### Les débuts

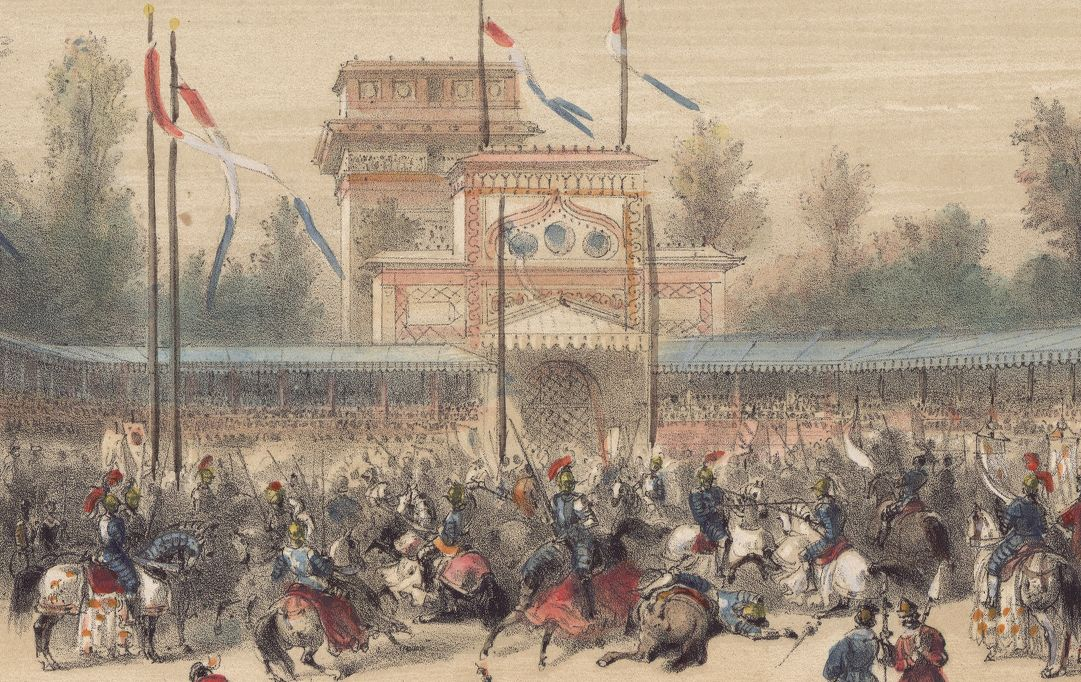
Le spectacle Le Camp du drap d'or à l'Hippodrome de la place de l'Étoile.

L'Hippodrome fut créé par Victor Franconi. Dès 1845, J. Lagarde, de la célèbre goguette du Caveau, salue la naissance de l'Hippodrome, dans une chanson intitulée : L'été, à chanter sur l'air de La Vivandière, (de Béranger) ou de Demain matin au point du jour :
Franconi s'en vient en plein vent 

Établir sa demeure : 

Un hippodrome incontinent 

Vous attire et vous leurre. 

Le badaud n'est point rebuté, 

Buté, buté, buté, rebuté : 

Les bêtes l'ont toujours flatté, 

Voilà, voilà l'été.
Le Journal des Débats, cité par Le Moniteur, le 5 juin 1845, écrit :
On construit en ce moment un hippodrome sur la pelouse située à gauche de l'Arc de l'Étoile. C'est un monument de planches et de madriers qui ne ressemble que de loin aux arènes d'Arles ou de Nîmes. On espère en faire l'ouverture vers la fin du mois. L'amphithéâtre a déjà toutes ses proportions et présente, en petit, l'aspect du Colysée de Rome ; quatre portiques sont ouverts aux quatre points de l'horizon et promettent des dégagements faciles ; l'enceinte ovale, entourée d'un amphithéâtre à trois étages, peut avoir cent cinquante pas de longueur et soixante-dix de largeur. Il y aura trois rangées de stalles, deux bancs de galerie et un assez vaste amphithéâtre.
Les piliers destinés à soutenir le toit léger qui régnera tout autour de l'enceinte sont déjà peints en rouge et les caissons des galeries en vert ; le reste est rayé de blanc et de bleu dans le goût mauresque.
L'emplacement est des plus heureux. Les cimes des arbres couronnent de verdure le gracieux ovale de l'enceinte, et le sommet de l'Arc de Triomphe, surmonte et complète dans la perspective cet ensemble de décoration antique.
Des guinguettes et des cafés se sont ouverts de tous côtés sur la pelouse et présentent déjà l'aspect le plus animé. Un de ces établissements a pris pour enseigne : A l'Hippodrome national.
D'après les plans de l'époque, l'Hippodrome occupait un emplacement compris entre la place de l'Étoile, le boulevard extérieur au mur d'enceinte, la rue de Villejust et la rue du Bel-Air (actuellement rue Lauriston). La longueur totale des constructions était de 130 mètres; celle du champ d'exercice de 104 mètres sur une largeur de 68 mètres. 
Construit en bois, l'Hippodrome était très inflammable. Il sera en partie détruit par le feu dans la nuit du 27 juillet 1846. Il rouvrira au bout d'à peine trois semaines. Et reprendra ses activités. 

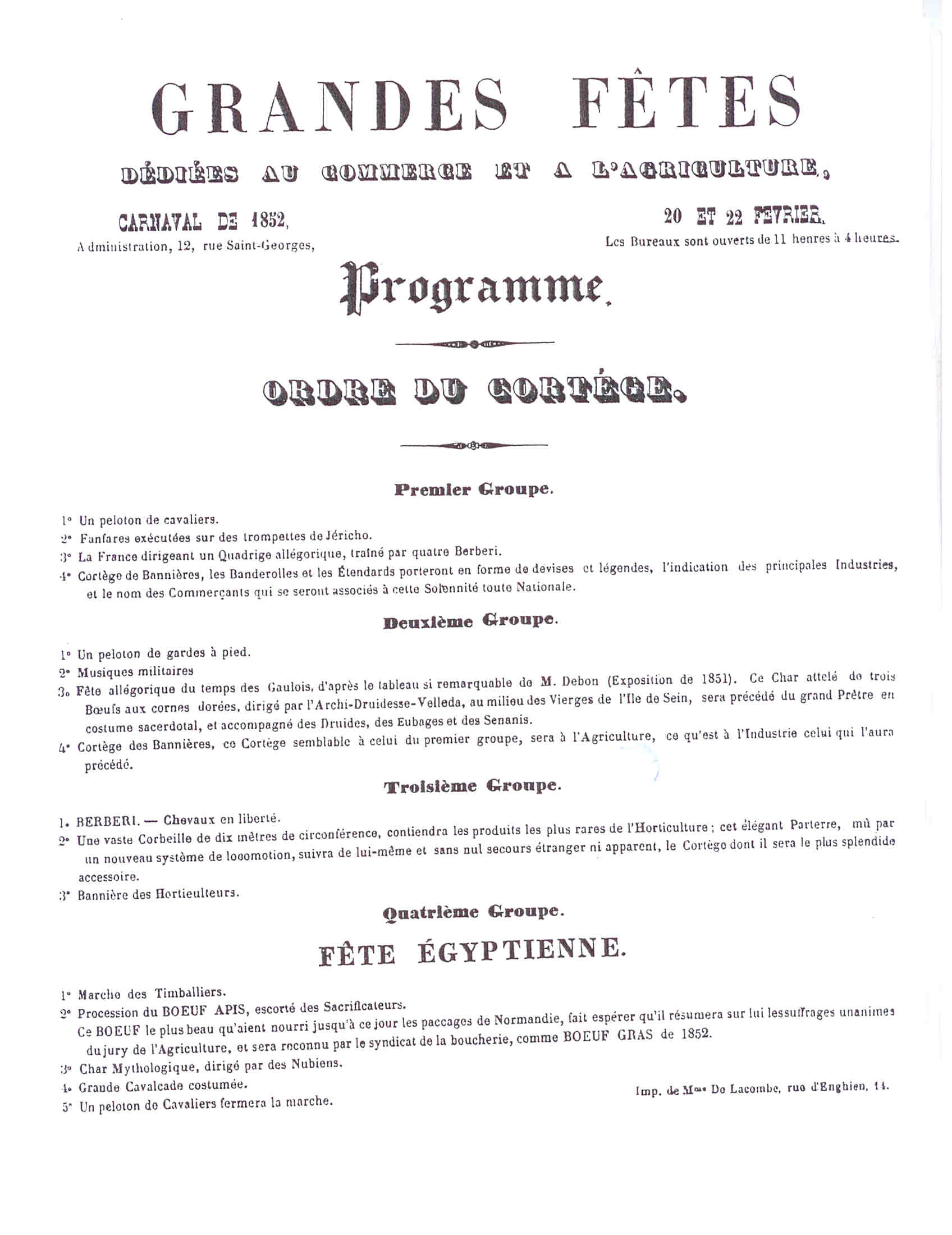
Programme du Bœuf Gras 1852.

Après 1848, Victor Franconi vendra l'Hippodrome à Pierre-Célestin Arnault. Arnault fut au nombre des célébrités de l'Hippodrome. Pierre-Célestin Arnault, dit Arnault aîné est directeur de l'établissement au début des années 1850.

### Le Bœuf Gras en 1851 et 1852
Entre autres actions d'éclat, en 1851, Arnault met l'Hippodrome à l'honneur en prenant l'initiative de la renaissance du cortège de la Promenade du Bœuf Gras, célèbre cortège du Carnaval de Paris qui n'était plus sorti depuis trois années.
Arnault organise aussi ledit cortège en 1852, au départ de l'Hippodrome avec arrivée dans la succursale : les Arènes nationales, place de la Bastille.
Le Nouvelliste écrit, le lundi gras 23 février :
Le bœuf gras et son magnifique cortège fera son entrée triomphale aujourd'hui lundi, à deux heures, aux Arènes Nationales, place de la Bastille. Aussitôt son arrivée, le spectacle commencera. Le roi d'Yvetot et sa cour, course engagée sur chevaux pur-sang entre quatre dames en dominos et masques ; le tournoi grotesque et une foule d'exercices plus comiques les uns que les autres, complèteront cette charmante fête. Pendant tout le temps on entendra les chœurs des Enfants de Paris.

### À propos du nom

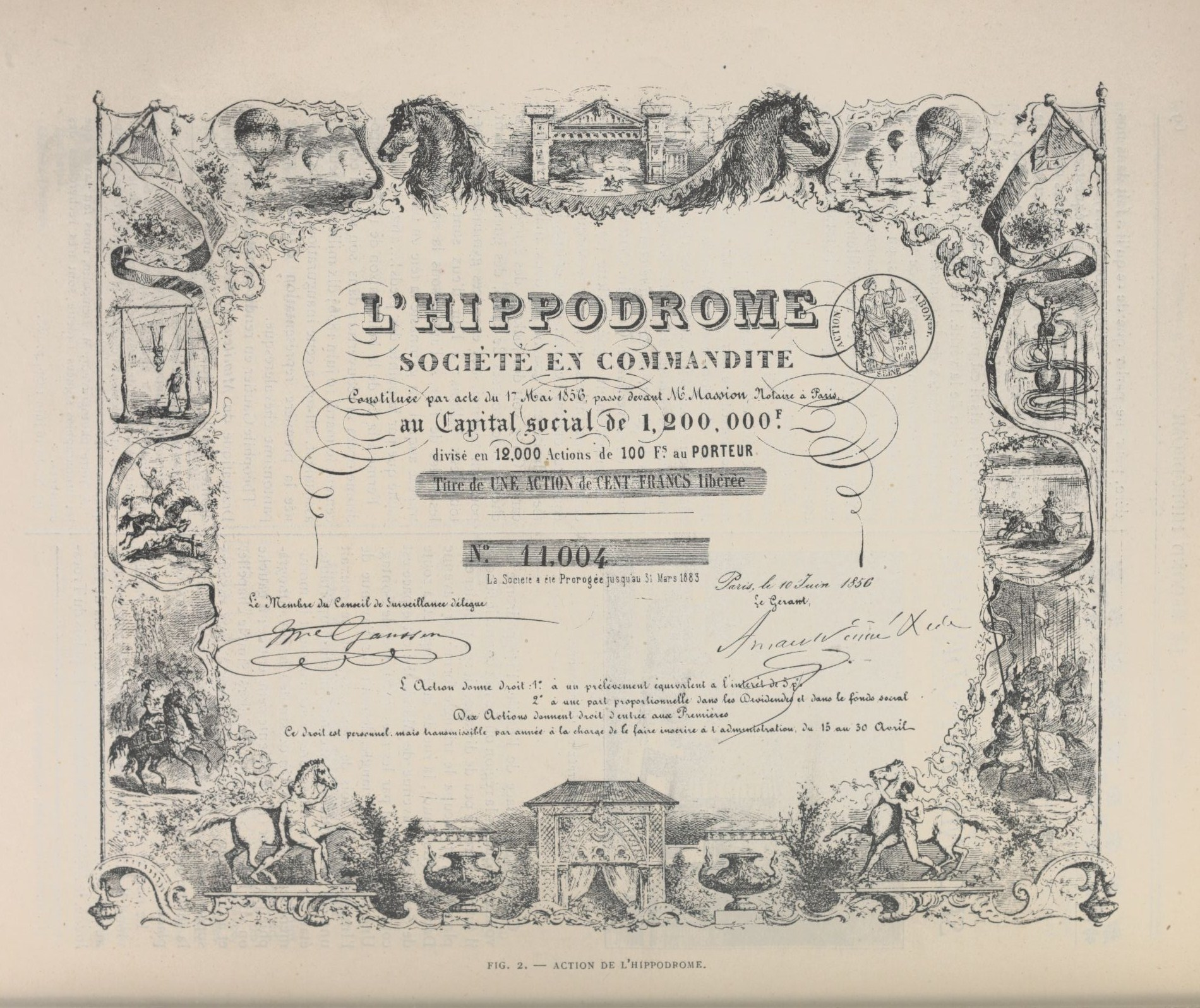
Action de l'Hippodrome émise en 1856.

L'Hippodrome n'était pas un simple hippodrome, auquel cas il aurait pu et dû voir orthographier son nom sans majuscule. C'était un établissement de spectacles original donnant bien sûr à voir des performances équestres, mais aussi quantité d'autres attractions : clowns, trapézistes, concerts, singes dressés, éléphant, corridas, courses de vaches landaises, spectacles historiques, etc. Au nombre de ces attractions figuraient de très fréquentes ascensions aérostatiques.
Reconnaissant l'originalité de l'Hippodrome, du temps où il existait, et de ses successeurs, les journaux orthographiaient pratiquement toujours le nom avec une majuscule.
Le 12 mars 1887, Gérôme, dans L'Univers illustré souligne bien cette différence :
Des cochers aux courses, la transition est d'autant plus facile que ce sont les premiers qui mènent aux secondes. Je dis « qui mènent », et je devrais dire « qui menaient », car je ne crois plus que le bon public se rue désormais aux courses rien que pour avoir le bonheur très platonique de voir une casaque verte arriver avant une casaque cuisse de nymphe. J'admets que certaines personnes vont aux courses non pas pour parier, mais simplement pour voir les personnes qu'on y rencontre ; mais ces personnes désintéressées viendront-elles lorsque la pelouse sera déserte ? Or, il ne faut pas se dissimuler que, du jour où l'on ne peut plus parier; les courses perdent toute espèce d'intérêt. Celles de l'Hippodrome nous suffisent amplement et ont l'avantage d'être courues par de belles dames habillées en guerrières et conduisant des chars romains.

### La réputation des écuyères

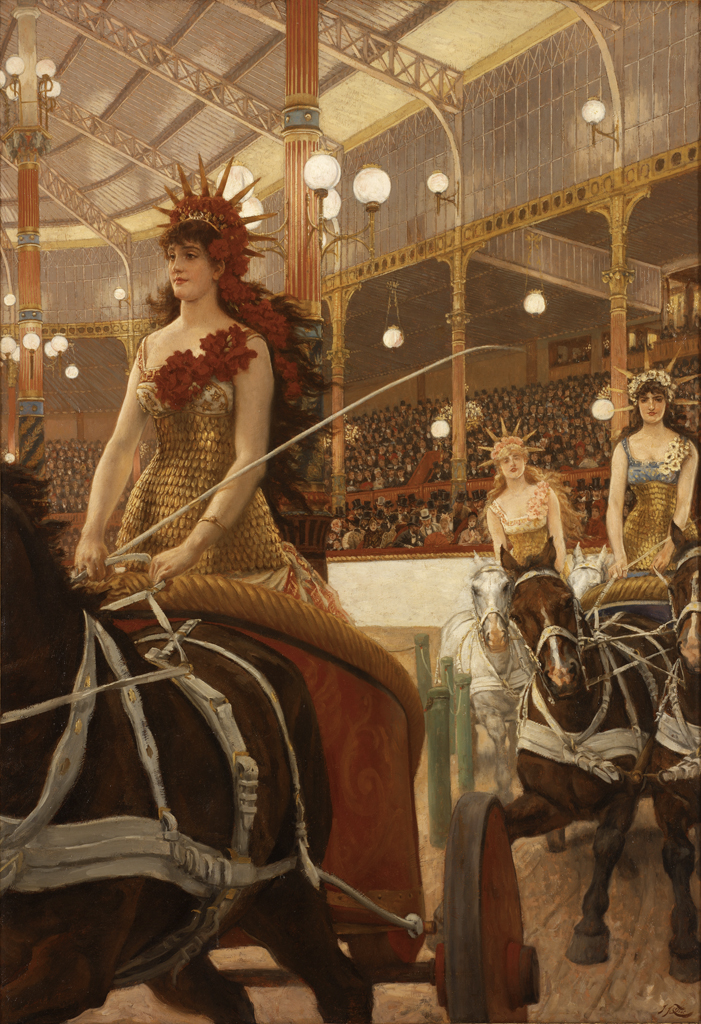
Ces Dames des chars, 1883-1885
James Tissot
Rhode Island School of Design Museum

Les écuyères de l'Hippodrome, qui paraissaient en public très peu vêtues pour l'époque, notamment les jambes entièrement nues, étaient, à tort ou à raison, réputées être des femmes faciles. Dès 1845, Albert Montémont, de la goguette du Caveau, dans une chanson intitulée L'hippodrome, à chanter sur l'air De Chasse, se fait l'écho de cette réputation :
De nos fringantes amazones 

J'observe un léger peloton, 

Tonton, tonton, 

Tontaine, tonton. 

Pour connaître à fond leurs personnes, 

Il suffirait d'un ducaton, 

Tonton, 

Tontaine, tonton.
James Tissot les représente dans une série de quinze tableau sur « La Femme à Paris ». Elles sont vêtues d'écailles et de diadèmes chatoyants, et appelées amazones, en raison de la force nécessaire pour tenir les rênes en position debout. Tissot prend soin de mettre en valeur les caractéristiques architecturales et technologiques de l'Hippodrome, dont le plafond en partie escamotable et les lumières électriques, qui ont permis des représentations nocturnes.

### Proximité de l'Arc de triomphe de l'Étoile et l'Hippodrome

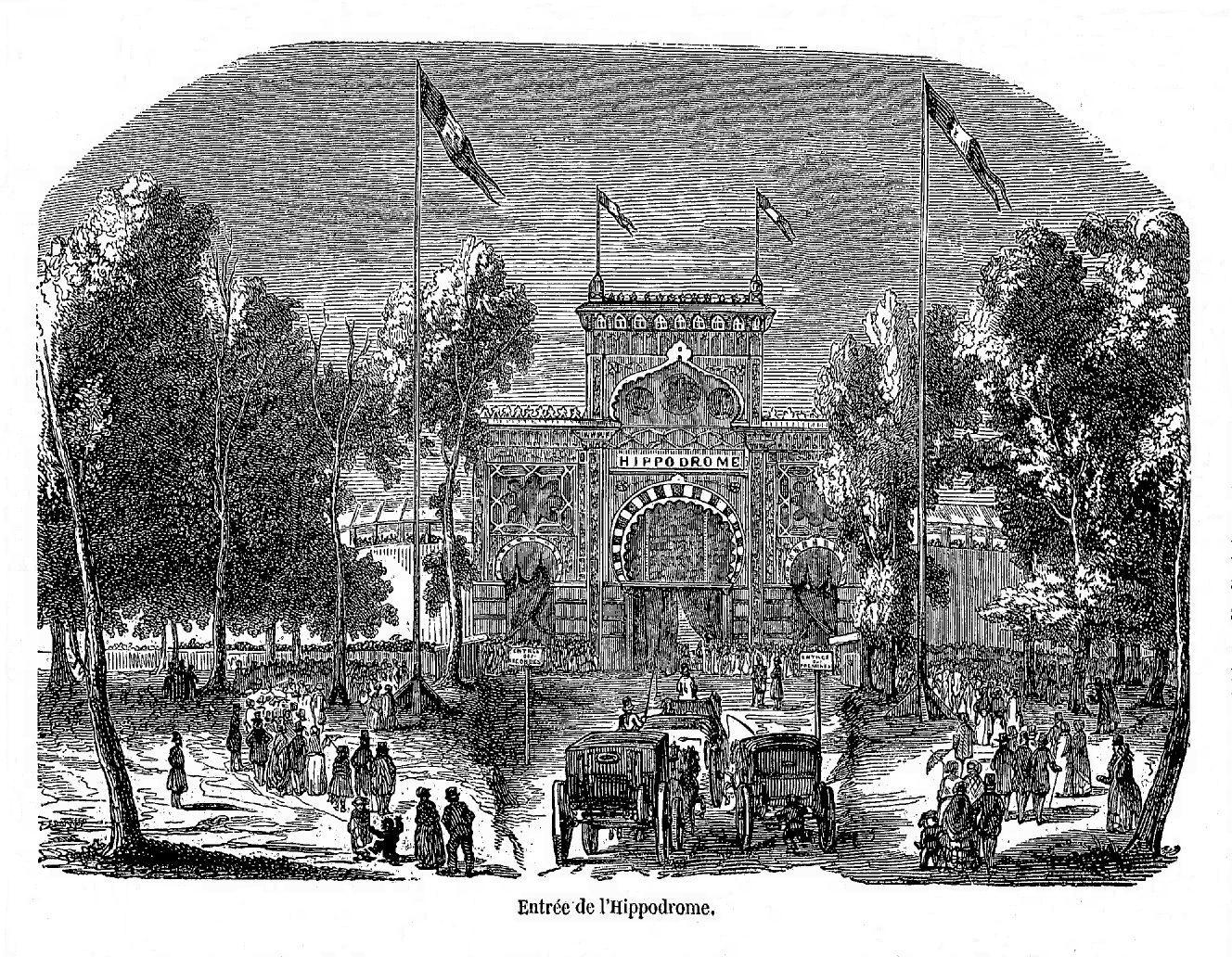
Entrée de l'Hippodrome de la place de l’Étoile.

Les deux célèbres monuments parisiens seront voisins durant dix années. De juillet 1845 jusqu'à l'hiver 1855, tous les visiteurs de l'Arc de triomphe de l'Étoile qui montent à son sommet ont une vue plongeante à l'intérieur de l'Hippodrome.

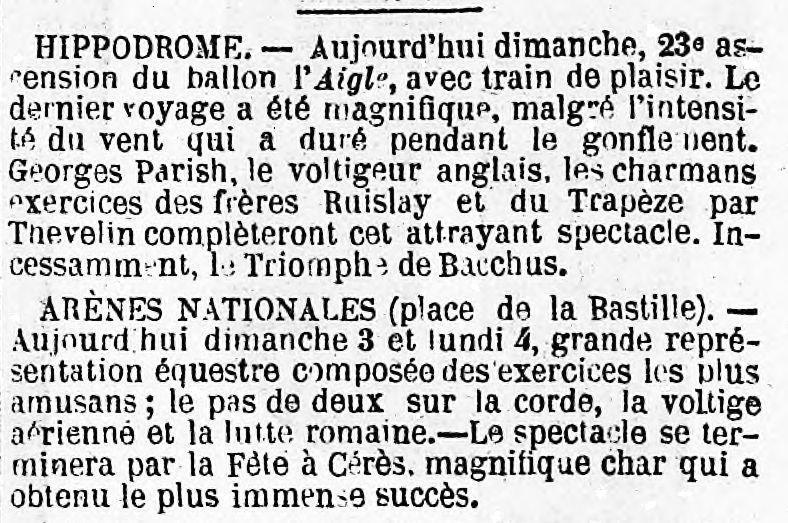
La Presse, 3 août 1851.

### Les Arènes nationales
En juillet 1851, Pierre-Célestin Arnault, directeur de l'Hippodrome, ouvrit place de la Bastille une succursale de l'Hippodrome baptisée « Arènes nationales », puis « Arènes impériales ».
Cet établissement de spectacles en plein air cessa son activité au bout de peu d'années. Dès avril 1854, alors qu'il est encore en activité, son terrain est vendu pour la construction de nouveaux immeubles.

### Rôle de l'Hippodrome dans l'histoire de l'aérostation

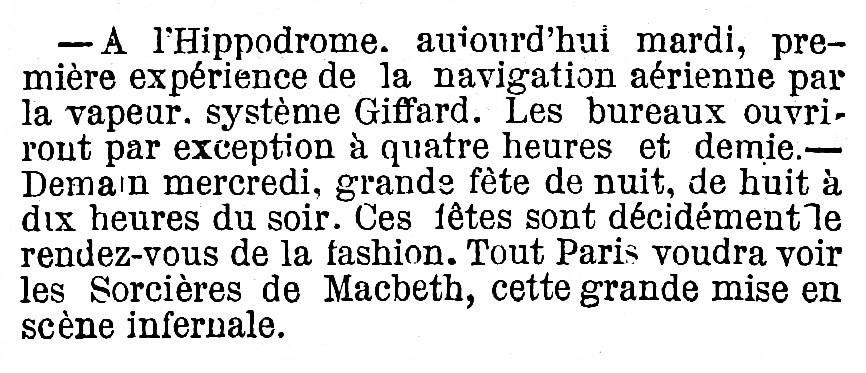
La Presse, 31 août 1852.

En 1850, le célèbre aéronaute français Eugène Godard sera engagé par l'Hippodrome. Il y exécutera un très grand nombre d'ascensions.
C'est à l'Hippodrome que Nadar pris goût aux ascensions en ballon. À l'Hippodrome, le dimanche 24 octobre 1858, en ballon captif puis libre, il réalisera les premiers essais de photographie aérienne de l'Histoire.
C'est de l'Hippodrome que Henri Giffard pris son envol le 24 septembre 1852, dans le premier aérostat à vapeur, pour aboutir à Élancourt, près de Trappes.

### Fin du second Hippodrome et ouverture du troisième

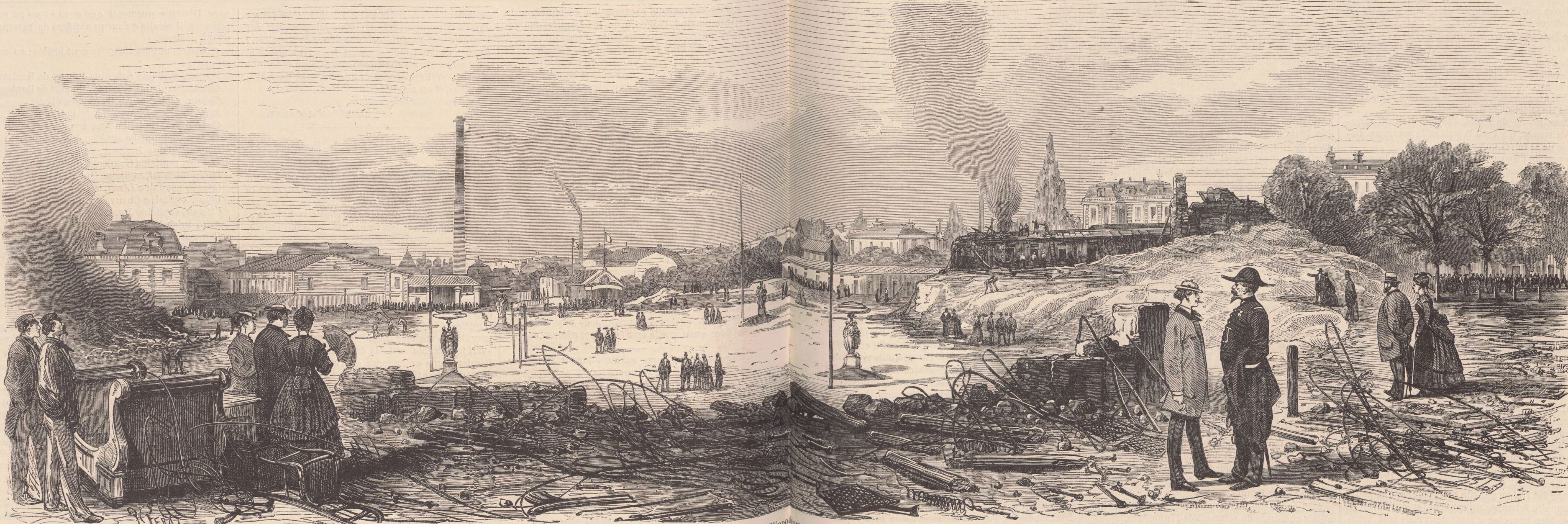
L'Hippodrome après l'incendie de 1869.

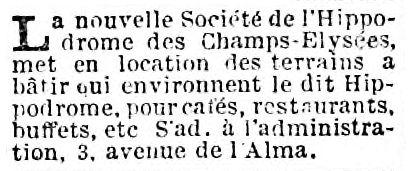
Le Petit Journal, 9 août 1875.

La nuit du 29 septembre 1869, le second Hippodrome est totalement anéanti par un incendie.
Comme il est bâti entièrement en bois, c'est un incendie spectaculaire et très important. Le Petit Journal compte rien moins que 35 pompes à vapeur sur place, maniées par les sapeurs-pompiers. Des milliers de curieux accourent pour voir le sinistre.
Avec l'Hippodrome brûlent diverses constructions voisines, notamment des baraques de commerçants installés là, car attirés par la clientèle des spectacles.
La reconstruction de l'Hippodrome est projetée, notamment en 1873. Mais durant presque dix ans le projet ne se réalise pas. Mis à part un Hippodrome provisoire, construit en bois, au bout de l'avenue Montaigne. Inauguré en 1875 en tant que Hippodrome des Champs-Élysées, il est situé entre l'avenue Joséphine et l'avenue de l'Alma, en bordure du rond-point de l'Alma.
Finalement, à l'initiative de Charles Zidler, un quatrième Hippodrome lui succède. Il ouvre en 1877, toujours au voisinage du pont de l'Alma.
Il continue à être appelé simplement l'Hippodrome. Il est aussi appelé l'Hippodrome au pont de l'Alma.

## Sources
- A. L'Esprit Les Hippodromes, Bulletin de la Société historique d'Auteuil et de Passy, 1er et 2e trimestre 1915, bulletin LXXXVII et LXXXVIII, tome VIII, no 7, p. 244 à 254.
- A. L'Esprit Les Hippodromes, Le premier Hippodrome (suite et fin). (voir erratum) Bulletin de la Société historique d'Auteuil et de Passy, 3e et 4e trimestre 1915, bulletin LXXXIX et XC, tome VIII, no 8, p. 302 à 314.
- A. L'Esprit Le second Hippodrome, Bulletin de la Société historique d'Auteuil et de Passy, 4e trimestre 1916, bulletin XCIV, tome IX, no 3, p. 69 à 81. L'article annonce une suite traitant des années après 1862. Elle n'est jamais parue.

## Articles liés
- Hippodrome au pont de l'Alma
- Arènes nationales
- Hippodrome de Montmartre
- Gaumont-Palace
- Liste des hippodromes